# Menophra coarctata
Menophra coarctata är en fjärilsart som beskrevs av Edward Alfred Cockayne 1949. Menophra coarctata ingår i släktet Menophra och familjen mätare. Inga underarter finns listade i Catalogue of Life.